# Waingapu
Waingapu [wai.ŋa.pu] ist das Verwaltungszentrum und die größte Stadt der Insel Sumba in Indonesien. Sie liegt in der Provinz Ost-Nusa Tenggara. Die Stadt hat einen Hafen und den größten Flughafen der Insel, den Flughafen Umbu Mehang Kunda. Sie gilt auf dem Luft- und Wasserweg als der beste Landepunkt der Insel. Waingapu hat rund 10.710 Einwohner.
Waingapu liegt an der nordöstlichen Küste der Insel. Einige Kilometer nordwestlich davon gibt es einen schönen langen Sandstrand (Pantai Kuta oder auch Londalima genannt), der allerdings mit öffentlichen Verkehrsmitteln nicht zu erreichen ist. Das Klima in dieser Region ist extrem trocken, die Landschaft felsig.
Es gibt in Waingapu keinerlei touristische Sehenswürdigkeiten. Der Ort gilt als Ausgangspunkt für Ausflüge in die Dörfer Ost-Sumbas. Rund drei Kilometer östlich der Stadt liegt Prailiu, ein Dorf bekannt als Zentrum der Ikat-Webkunst. Ikat-Tücher haben in Ost-Sumba verschiedene Funktionen – sie können den sozialen Status des Trägers ausdrücken, sie können aber auch Teil eines sakralen Ritus sein – beispielsweise wenn sie benutzt werden, um einen Leichnam einzuhüllen.